# Paromomycyna
Paromomycyna (Aminosidina, ang. Paromomycin) – organiczny związek chemiczny, antybiotyk aminoglikozydowy o działaniu bakteriobójczym oraz przeciwpasożytniczym.
Paromomycyna wykazuje działanie bakteriobójcze wobec bakterii Gram dodatnich i Gram-ujemnych. Działanie przeciwpasożytnicze wykazuje przeciwko Entamoeba histolytica, Taenia saginata, Taenia solium, Diphyllobothrium latum, Leishmania. Stosowana jest w leczeniu czerwonki pełzakowej i tasiemczycach. Ponadto znajduje zastosowanie w wyjaławianiu jelit przed zabiegami operacyjnymi oraz u chorych z encefalopatią wątrobową.
Antybiotyk ten tylko w nieznacznym stopniu wchłania się z przewodu pokarmowego, prawie całkowicie wydalany jest z kałem.
Działania niepożądane paromomycyny to niekiedy wysypka skórna, zaburzenia ze strony przewodu pokarmowego, ból oraz zawroty głowy, hematuria. Przeciwwskazany jest u chorych z nadwrażliwością na ten lek.